# Valtteri Bottas
Valtteri Bottas (ur. 28 sierpnia 1989 w Nastolii) – fiński kierowca wyścigowy, startujący w Formule 1. Dwukrotny wicemistrz tej serii w sezonach 2019 i 2020, a także drugi wicemistrz w sezonach 2017 i 2021.
Fin karierę rozpoczął w 2001 roku, od startów w kartingu. Osiągnął w nim wiele sukcesów, m.in. trzykrotne mistrzostwo swojego kraju oraz mistrzostwo świata.

## Formuła Renault
Po zakończeniu kariery kartingowej, postanowił rozpocząć poważną karierę wyścigową, debiutując w roku 2007, w Północnoeuropejskim Pucharze Formuły Renault. W pierwszym sezonie startów został sklasyfikowany na 3. miejscu (wygrał dwa wyścigi).
Poza tym zaangażował się w zimowy cykl Brytyjskiej Formuły Renault, gdzie wygrał trzy z czterech rozegranych wyścigów. Nie zdobył jednak mistrzostwa, ze względu na brak licencji (przez to też nie był liczony do generalnej klasyfikacji).
W sezonie 2008 kontynuował starty w tej serii oraz zaangażował się w europejski cykl. W obu okazał się najlepszy, przy czym tę pierwszą zdominował (wygrał dwanaście z szesnastu wyścigów), natomiast w drugiej stoczył zacięty pojedynek z Australijczykiem Danielem Ricciardo (odniósł pięć zwycięstw).

## Formuła 3

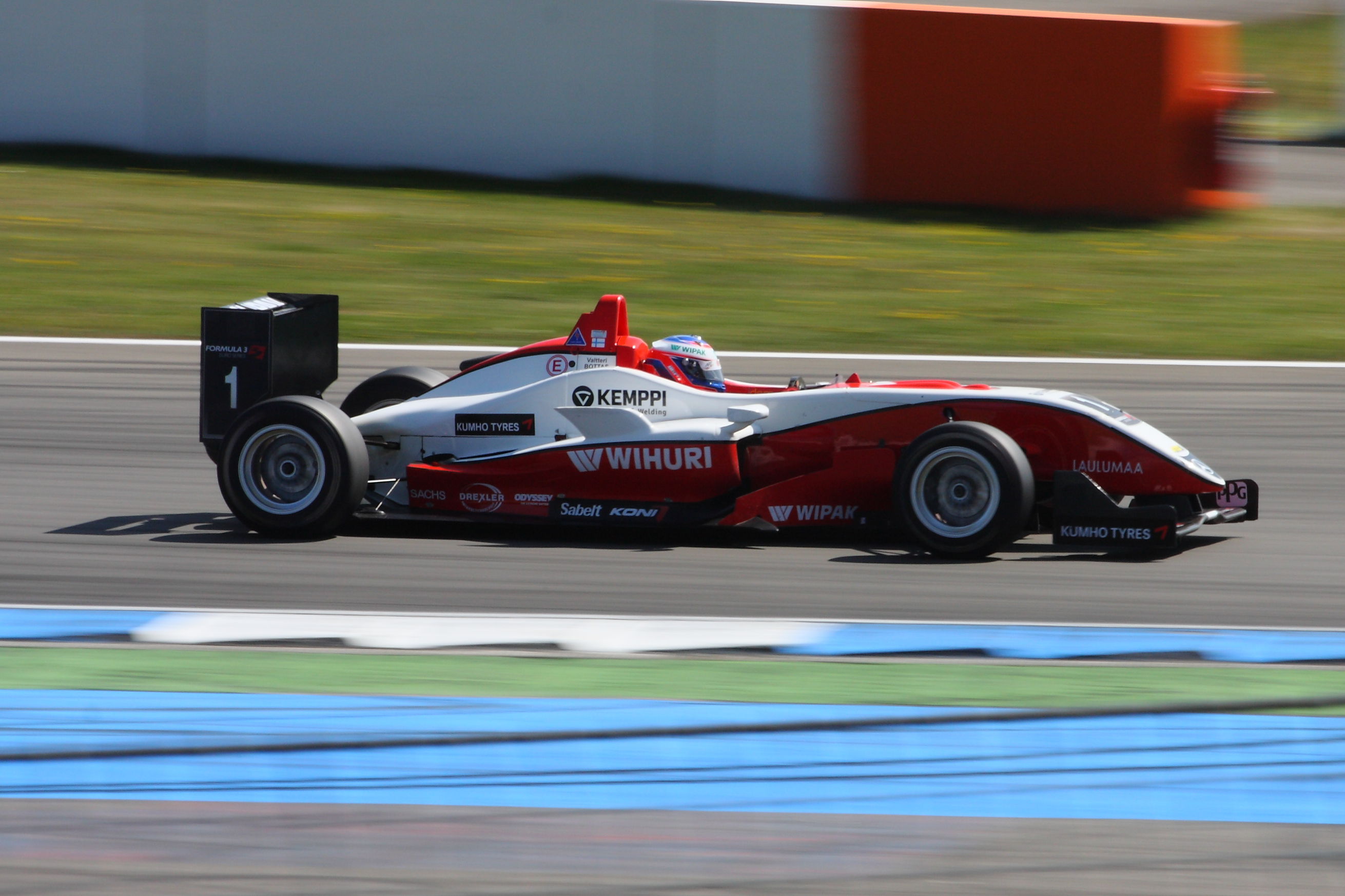
Valtteri Bottas w Formula 3 Euro Series na torze Hockenheimring (2010)

W 2009 roku awansował do Europejskiej Formuły 3, w której startował w barwach francuskiej ekipy ART Grand Prix. Debiutancki sezon zakończył na bardzo wysokim 3. miejscu. W przekroju całego sezonu rzadko jednak dorównywał bardziej doświadczonemu team-partnerowi Bianchiemu, a w wyniku wielu kolizji i błędów, nie zdołał wygrać ani jednego wyścigu oraz przegrał walkę o tytuł wicemistrzowski, z Niemcem Christianem Vietorisem. Zwyciężył za to w prestiżowym Masters at Zolder, który jednak nie był zaliczany do kalendarza. W ciągu roku sześciokrotnie znalazł się na drugim miejscu oraz dwukrotnie startował z pole position.
Poza udziałem w europejskim cyklu, w ramach programu francuskiego zespołu, gościnnie wystąpił w czterech wyścigach Brytyjskiej Formuły 3 (podobnie, jak w przypadku Brytyjskiej Formuły Renault, nie był klasyfikowany do punktacji). W zaledwie jednym podejściu dojechał do mety, zajmując trzecią lokatę. Na koniec sezonu wziął udział w prestiżowym wyścigu o Grand Prix Makau. Na trudnym obiekcie Fin spisał się znacznie lepiej od Jules'a Bianchiego zarówno w kwalifikacjach, jak i wyścigu. Ostatecznie zmagania zakończył na 5. pozycji (gdyby nie problemy z bolidem pod koniec wyścigu, byłby trzeci).
W sezonie 2010 został liderem francuskiego zespołu i stał się głównym faworytem do zdobycia tytułu europejskiego mistrza F3. Słabe silniki Mercedesa, w porównaniu z Volkswagenem, przekreśliły jednak marzenia Bottasa. W całym sezonie ośmiokrotnie stanął na podium, z czego tylko dwa razy na najwyższym stopniu. W kwalifikacjach również nie było najlepiej. Jedyne pole position uzyskał na niemieckim torze w Oschersleben. Ostateczne Fin ponownie został sklasyfikowany na 3. pozycji, z wyraźną jednak stratą do zdobywcy mistrzostwa – Włocha Edoarda Mortary. Jedynym pocieszeniem dla Bottasa było ponowne zwycięstwo w Masters of Formula 3.

## Seria GP3
Na rok 2011 Fin podpisał kontrakt z zespołem Lotus ART, na starty w serii GP3. Początek sezonu nie był udany dla Bottasa i wszystko wskazywało na to, iż nie włączy się do walki o mistrzostwo. Od rundy w Niemczech protegowany Williamsa zanotował jednak znaczący progres, stając na podium w sześciu z ośmiu ostatnich wyścigów, w tym aż czterokrotnie na najwyższym stopniu. Dzięki tak świetnej serii wyszedł na prowadzenie w mistrzostwach. Mistrzostwo przypieczętował zwycięstwem w pierwszym wyścigu, na włoskiej Monzy.

## Formuła 1

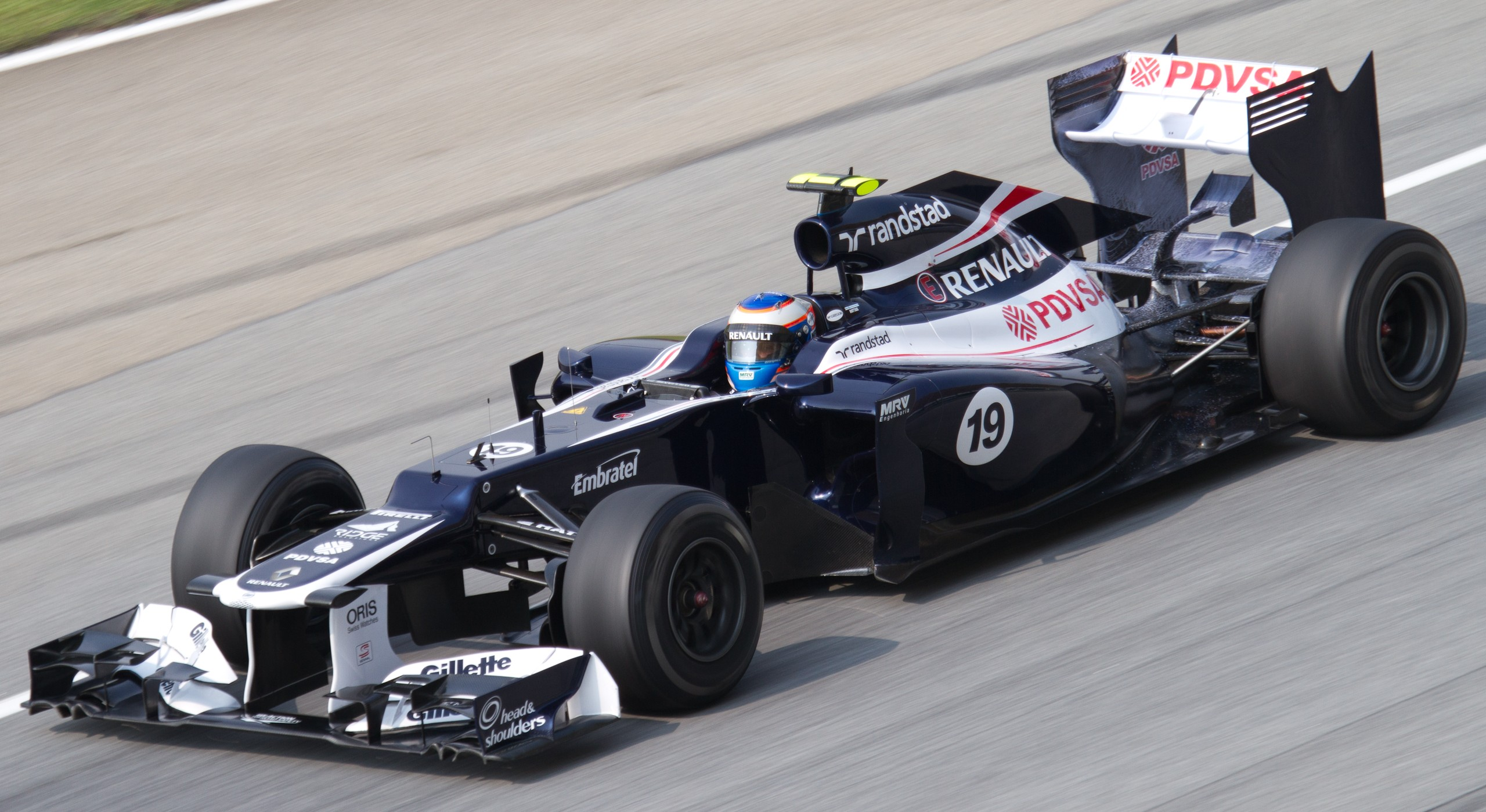
Valtteri Bottas podczas Grand Prix Malezji w bolidzie Williams FW34 (2012)

Od sezonu 2010 Valtteri Bottas był kierowcą testowym zespołu Williams w Formule 1.
28 listopada 2012 roku, zespół Williams poinformował, że Valtteri Bottas będzie ich kierowcą w sezonie 2013. Podczas Grand Prix Kanady Bottas w deszczowych warunkach ukończył kwalifikacje na trzeciej pozycji, a w wyścigu uplasował się na 14 miejscu. Podczas Grand Prix Stanów Zjednoczonych zajął ósme miejsce. Cztery punkty dały mu siedemnaste miejsce w klasyfikacji generalnej.
11 listopada 2013 Williams potwierdził, że w nadchodzącym sezonie będzie kontynuował współpracę z Bottasem, a drugim kierowcą zostanie Felipe Massa, który zastąpi Pastora Maldonado. W sezonie 2014 Bottas sześciokrotnie ukończył wyścig na podium (dwa razy na drugim i cztery razy trzecim miejscu) i raz osiągając najszybsze okrążenie, nie kończąc tylko Grand Prix Monako. Sezon skończył na czwartym miejscu zdobywając 186 punktów.
W rozpoczynającym sezon 2015 Grand Prix Australii z powodu kontuzji pleców musiał wycofać się z wyścigu. W trakcie sezonu zdobywał punkty, stanął dwukrotnie na podium: w Grand Prix Kanady i Grand Prix Meksyku na trzecim miejscu i czterokrotnie nie zdobywał punktów. Ostatecznie zakończył mistrzostwa na piątym miejscu z 136 zdobytymi punktami.
W sezonie 2016 Bottas raz ukończył wyścig na podium – w Grand Prix Kanady, gdzie był trzeci. Sześciokrotnie kończył wyścigi bez punktów i dwukrotnie nie dojeżdżał do mety. Ostatecznie zdobył 85 punktów, co w rezultacie dało mu ósme miejsce w klasyfikacji generalnej.

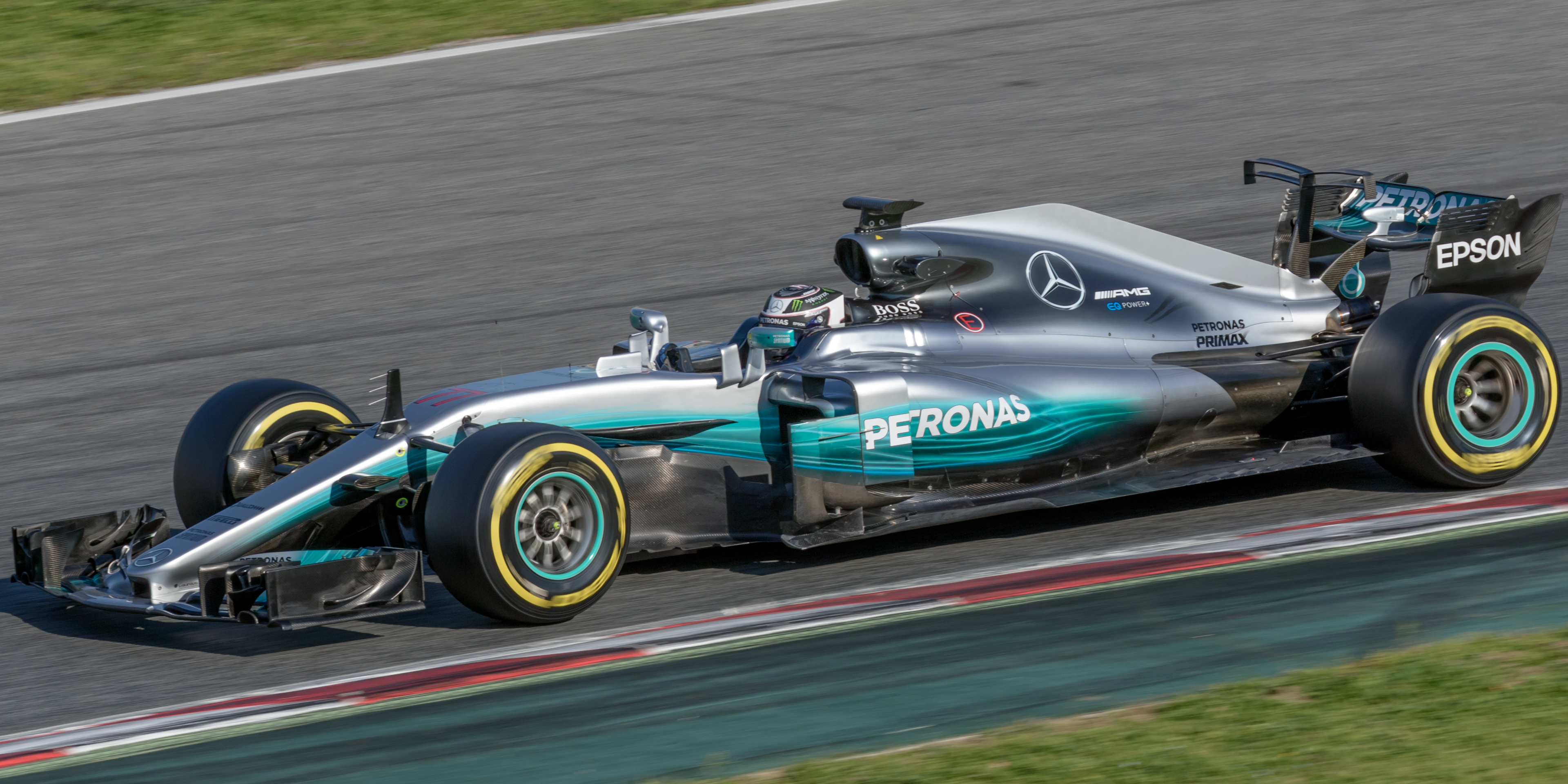
Valtteri Bottas podczas testów przedsezonowych w bolidzie Mercedes AMG F1 W08 EQ Power+ (2017)

Na sezon 2017 po zakończeniu kariery przez Nico Rosberga został nowym kierowcą zespołu Mercedes. 15 kwietnia podczas Grand Prix Bahrajnu Bottas zdobył swoje pierwsze pole position w karierze. W następnym wyścigu w Rosji Fin odniósł swoje pierwsze zwycięstwo.
Sezon 2019 był bardzo dobry w wykonaniu Bottasa, przynosząc mu 4 zwycięstwa, 7 razy drugie miejsce i 4 razy trzecie miejsce. Dobra dyspozycja w pozostałych zawodach i tylko 2 nieukończone wyścigi przyniosły mu pierwszy tytuł wicemistrza świata.
W sezonie 2020, ze względu na pandemię Covid-19 oraz bardzo solidną dyspozycję zespołowego partnera - Lewisa Hamiltona, zdołał wygrać tylko 2 wyścigi, 6-krotnie kończył na drugim miejscu oraz 3-krotnie był trzeci. Mimo zespołowych potknięć w kilku wyścigach, zdołał obronić tytuł wicemistrza świata, ponownie ulegając jedynie Hamiltonowi.

## Życie prywatne
Od 2010 roku był związany z fińską pływaczką olimpijska Emilią Pikkarainen, którą poślubił 11 września 2016 roku w kościele Świętego Jana w Helsinkach. Para potwierdziła swój rozwód w listopadzie 2019 roku.
Cztery miesiące po ogłoszeniu rozwodu z pierwszą żoną, w lutym 2020 roku, za pośrednictwem Instagrama Bottas potwierdził swój związek z australijską zawodniczką kolarską Tiffany Cromwell.

## Wyniki
| Legenda oznaczeń w tabelach wyników Wyświetl szablon na nowej stronie | Legenda oznaczeń w tabelach wyników Wyświetl szablon na nowej stronie                                                                     |
| Oznaczenie                                                            | Wyjaśnienie |
| --------------------------------------------------------------------- | --- |
| Złoty                                                                 | Zwycięzca lub mistrzostwo |
| Srebrny                                                               | 2. miejsce lub wicemistrzostwo |
| Brązowy                                                               | 3. miejsce lub II wicemistrzostwo |
| Zielony                                                               | Ukończył, punktował (w klasyfikacji generalnej, gdy zdobył co najmniej jeden punkt na przestrzeni sezonu, poza trzema powyższymi opcjami) |
| Niebieski                                                             | Ukończył, nie punktował (w klasyfikacji generalnej, gdy nie zdobył co najmniej jednego punktu na przestrzeni sezonu)                      |
| Czerwony                                                              | Nie zakwalifikował się (NZ) |
| Czerwony                                                              | Nie prekwalifikował się (NPK) |
| Różowy                                                                | Nie ukończył (NU) |
| Różowy                                                                | Niesklasyfikowany (NS) (w klasyfikacji generalnej, gdy nie został sklasyfikowany w żadnym wyścigu sezonu)                                 |
| Czarny                                                                | Zdyskwalifikowany (DK) |
| Czarny                                                                | Wykluczony (WYK/EX) |
| Biały                                                                 | Nie wystartował (NW) |
| Biały                                                                 | Kontuzjowany (K/INJ) |
| Biały                                                                 | Wyścig odwołany (OD/C) |
| Bez koloru                                                            | Został wycofany (WYC/WD) |
| Bez koloru                                                            | Nie przybył (NP/DNA) |
| Bez koloru                                                            | Nie brał udziału w treningach (NT/DNP) |
| Bez koloru                                                            | Nie został zgłoszony (–) |
| Pogrubienie                                                           | Start z pole position |
| Kursywa                                                               | Najszybsze okrążenie wyścigu |
| †                                                                     | Nie ukończył, ale jego rezultat został zaliczony ze względu na przejechanie więcej niż 90% dystansu wyścigu.                              |
| *                                                                     | Sezon w trakcie |
| 1/2/3                                                                 | Punktowana pozycja w sprincie |
| Lista systemów punktacji Formuły 1                                    | |

### GP3
| Rok  | Zespół    | Wyniki w poszczególnych eliminacjach | Wyniki w poszczególnych eliminacjach | Wyniki w poszczególnych eliminacjach | Wyniki w poszczególnych eliminacjach | Wyniki w poszczególnych eliminacjach | Wyniki w poszczególnych eliminacjach | Wyniki w poszczególnych eliminacjach | Wyniki w poszczególnych eliminacjach | Wyniki w poszczególnych eliminacjach | Wyniki w poszczególnych eliminacjach | Wyniki w poszczególnych eliminacjach | Wyniki w poszczególnych eliminacjach | Wyniki w poszczególnych eliminacjach | Wyniki w poszczególnych eliminacjach | Wyniki w poszczególnych eliminacjach | Wyniki w poszczególnych eliminacjach | Punkty | Pozycja |
| ---- | --------- | ------------------------------------ | ------------------------------------ | ------------------------------------ | ------------------------------------ | ------------------------------------ | ------------------------------------ | ------------------------------------ | ------------------------------------ | ------------------------------------ | ------------------------------------ | ------------------------------------ | ------------------------------------ | ------------------------------------ | ------------------------------------ | ------------------------------------ | ------------------------------------ | ------ | ------- |
| 2011 | Lotus ART | IST                                  | IST                                  | CAT                                  | CAT                                  | VAL                                  | VAL                                  | SIL                                  | SIL                                  | NÜR                                  | NÜR                                  | HUN                                  | HUN                                  | SPA                                  | SPA                                  | MNZ                                  | MNZ                                  | 62     | 1       |
| 2011 | Lotus ART | 4                                    | 8                                    | 10                                   | 7                                    | 7                                    | 3                                    | 15                                   | 12                                   | 3                                    | 1                                    | 1                                    | 2                                    | 1                                    | 19                                   | 1                                    | 17                                   | 62     | 1       |

### Formuła 1
| Rok  | Zespół                           | Samochód                           | Silnik                                  | Wyniki w poszczególnych eliminacjach | Wyniki w poszczególnych eliminacjach | Wyniki w poszczególnych eliminacjach | Wyniki w poszczególnych eliminacjach | Wyniki w poszczególnych eliminacjach | Wyniki w poszczególnych eliminacjach | Wyniki w poszczególnych eliminacjach | Wyniki w poszczególnych eliminacjach | Wyniki w poszczególnych eliminacjach | Wyniki w poszczególnych eliminacjach | Wyniki w poszczególnych eliminacjach | Wyniki w poszczególnych eliminacjach | Wyniki w poszczególnych eliminacjach | Wyniki w poszczególnych eliminacjach | Wyniki w poszczególnych eliminacjach | Wyniki w poszczególnych eliminacjach | Wyniki w poszczególnych eliminacjach | Wyniki w poszczególnych eliminacjach | Wyniki w poszczególnych eliminacjach | Wyniki w poszczególnych eliminacjach | Wyniki w poszczególnych eliminacjach | Wyniki w poszczególnych eliminacjach | Wyniki w poszczególnych eliminacjach | Wyniki w poszczególnych eliminacjach | Punkty | Pozycja |
| ---- | -------------------------------- | ---------------------------------- | --------------------------------------- | ------------------------------------ | ------------------------------------ | ------------------------------------ | ------------------------------------ | ------------------------------------ | ------------------------------------ | ------------------------------------ | ------------------------------------ | ------------------------------------ | ------------------------------------ | ------------------------------------ | ------------------------------------ | ------------------------------------ | ------------------------------------ | ------------------------------------ | ------------------------------------ | ------------------------------------ | ------------------------------------ | ------------------------------------ | ------------------------------------ | ------------------------------------ | ------------------------------------ | ------------------------------------ | ------------------------------------ | ------ | ------- |
| 2013 | Williams F1 Team                 | Williams FW35                      | Renault RS27-2013 2.4L V8               | Australia                            | Malezja                              |                                      | Bahrajn                              | Hiszpania                            | Monako                               | Kanada                               | Wielka Brytania                      | Niemcy                               | Węgry                                | Belgia                               | Włochy                               | Singapur                             | Korea Południowa                     | Japonia                              | Indie                                |                                      | Stany Zjednoczone                    | Brazylia                             |                                      |                                      |                                      |                                      |                                      | 4      | 17      |
| 2013 | Williams F1 Team                 | Williams FW35                      | Renault RS27-2013 2.4L V8               | 14                                   | 11                                   | 13                                   | 14                                   | 16                                   | 12                                   | 14                                   | 12                                   | 16                                   | NU                                   | 15                                   | 15                                   | 13                                   | 12                                   | 17                                   | 16                                   | 15                                   | 8                                    | NU                                   |                                      |                                      |                                      |                                      |                                      | 4      | 17      |
| 2014 | Williams Martini Racing          | Williams FW36                      | Mercedes PU106A 1.6L V6T                | Australia                            | Malezja                              | Bahrajn                              |                                      | Hiszpania                            | Monako                               | Kanada                               | Austria                              | Wielka Brytania                      | Niemcy                               | Węgry                                | Belgia                               | Włochy                               | Singapur                             | Japonia                              | Rosja                                | Stany Zjednoczone                    | Brazylia                             |                                      |                                      |                                      |                                      |                                      |                                      | 186    | 4       |
| 2014 | Williams Martini Racing          | Williams FW36                      | Mercedes PU106A 1.6L V6T                | 5                                    | 8                                    | 8                                    | 7                                    | 5                                    | NU                                   | 7                                    | 3                                    | 2                                    | 2                                    | 8                                    | 3                                    | 4                                    | 11                                   | 6                                    | 3                                    | 5                                    | 10                                   | 3                                    |                                      |                                      |                                      |                                      |                                      | 186    | 4       |
| 2015 | Williams Martini Racing          | Williams FW37                      | Mercedes PU106B 1.6L V6T                | Australia                            | Malezja                              |                                      | Bahrajn                              | Hiszpania                            | Monako                               | Kanada                               | Austria                              | Wielka Brytania                      | Węgry                                | Belgia                               | Włochy                               | Singapur                             | Japonia                              | Rosja                                | Stany Zjednoczone                    | Meksyk                               | Brazylia                             |                                      |                                      |                                      |                                      |                                      |                                      | 136    | 5       |
| 2015 | Williams Martini Racing          | Williams FW37                      | Mercedes PU106B 1.6L V6T                | K                                    | 5                                    | 6                                    | 4                                    | 4                                    | 14                                   | 3                                    | 5                                    | 5                                    | 14                                   | 9                                    | 4                                    | 5                                    | 5                                    | 12                                   | NU                                   | 3                                    | 5                                    | 13                                   |                                      |                                      |                                      |                                      |                                      | 136    | 5       |
| 2016 | Williams Martini Racing          | Williams FW38                      | Mercedes PU106C 1.6L V6T                | Australia                            | Bahrajn                              |                                      | Rosja                                | Hiszpania                            | Monako                               | Kanada                               | Unia Europejska                      | Austria                              | Wielka Brytania                      | Węgry                                | Niemcy                               | Belgia                               | Włochy                               | Singapur                             | Malezja                              | Japonia                              | Stany Zjednoczone                    | Meksyk                               | Brazylia                             |                                      |                                      |                                      |                                      | 85     | 8       |
| 2016 | Williams Martini Racing          | Williams FW38                      | Mercedes PU106C 1.6L V6T                | 8                                    | 9                                    | 10                                   | 4                                    | 5                                    | 12                                   | 3                                    | 6                                    | 9                                    | 14                                   | 9                                    | 9                                    | 8                                    | 6                                    | NU                                   | 5                                    | 10                                   | 16                                   | 8                                    | 11                                   | NU                                   |                                      |                                      |                                      | 85     | 8       |
| 2017 | Mercedes AMG Petronas Motorsport | Mercedes AMG F1 W08 EQ Power+      | Mercedes-AMG M08 EQ Power+ 1.6L V6T     | Australia                            |                                      | Bahrajn                              | Rosja                                | Hiszpania                            | Monako                               | Kanada                               | Azerbejdżan                          | Austria                              | Wielka Brytania                      | Węgry                                | Belgia                               | Włochy                               | Singapur                             | Malezja                              | Japonia                              | Stany Zjednoczone                    | Meksyk                               | Brazylia                             |                                      |                                      |                                      |                                      |                                      | 305    | 3       |
| 2017 | Mercedes AMG Petronas Motorsport | Mercedes AMG F1 W08 EQ Power+      | Mercedes-AMG M08 EQ Power+ 1.6L V6T     | 3                                    | 6                                    | 3                                    | 1                                    | NU                                   | 4                                    | 2                                    | 2                                    | 1                                    | 2                                    | 3                                    | 5                                    | 2                                    | 3                                    | 5                                    | 4                                    | 5                                    | 2                                    | 2                                    | 1                                    |                                      |                                      |                                      |                                      | 305    | 3       |
| 2018 | Mercedes AMG Petronas Motorsport | Mercedes AMG F1 W09 EQ Power+      | Mercedes-AMG M09 EQ Power+ 1.6L V6T     | Australia                            | Bahrajn                              |                                      | Azerbejdżan                          | Hiszpania                            | Monako                               | Kanada                               | Francja                              | Austria                              | Wielka Brytania                      | Niemcy                               | Węgry                                | Belgia                               | Włochy                               | Singapur                             | Rosja                                | Japonia                              | Stany Zjednoczone                    | Meksyk                               | Brazylia                             |                                      |                                      |                                      |                                      | 247    | 5       |
| 2018 | Mercedes AMG Petronas Motorsport | Mercedes AMG F1 W09 EQ Power+      | Mercedes-AMG M09 EQ Power+ 1.6L V6T     | 8                                    | 2                                    | 2                                    | 14†                                  | 2                                    | 5                                    | 2                                    | 7                                    | NU                                   | 4                                    | 2                                    | 5                                    | 4                                    | 3                                    | 4                                    | 2                                    | 2                                    | 5                                    | 5                                    | 5                                    | 5                                    |                                      |                                      |                                      | 247    | 5       |
| 2019 | Mercedes AMG Petronas Motorsport | Mercedes AMG F1 W10 EQ Power+      | Mercedes-AMG M10 EQ Power+ 1.6L V6T     | Australia                            | Bahrajn                              |                                      | Azerbejdżan                          | Hiszpania                            | Monako                               | Kanada                               | Francja                              | Austria                              | Wielka Brytania                      | Niemcy                               | Węgry                                | Belgia                               | Włochy                               | Singapur                             | Rosja                                | Japonia                              | Meksyk                               | Stany Zjednoczone                    | Brazylia                             |                                      |                                      |                                      |                                      | 326    | 2       |
| 2019 | Mercedes AMG Petronas Motorsport | Mercedes AMG F1 W10 EQ Power+      | Mercedes-AMG M10 EQ Power+ 1.6L V6T     | 1                                    | 2                                    | 2                                    | 1                                    | 2                                    | 3                                    | 4                                    | 2                                    | 3                                    | 2                                    | NU                                   | 8                                    | 3                                    | 2                                    | 5                                    | 2                                    | 1                                    | 3                                    | 1                                    | NU                                   | 4                                    |                                      |                                      |                                      | 326    | 2       |
| 2020 | Mercedes AMG Petronas Motorsport | Mercedes AMG F1 W11 EQ Performance | Mercedes-AMG M11 EQ Performance 1.6 V6T | Austria                              |                                      | Węgry                                | Wielka Brytania                      | Wielka Brytania                      | Hiszpania                            | Belgia                               | Włochy                               | Toskania                             | Rosja                                | Niemcy                               | Portugalia                           | Emilia-Romania                       | Turcja                               | Bahrajn                              | Bahrajn                              |                                      |                                      |                                      |                                      |                                      |                                      |                                      |                                      | 223    | 2       |
| 2020 | Mercedes AMG Petronas Motorsport | Mercedes AMG F1 W11 EQ Performance | Mercedes-AMG M11 EQ Performance 1.6 V6T | 1                                    | 2                                    | 3                                    | 11                                   | 3                                    | 3                                    | 2                                    | 5                                    | 2                                    | 1                                    | NU                                   | 2                                    | 2                                    | 14                                   | 8                                    | 8                                    | 2                                    |                                      |                                      |                                      |                                      |                                      |                                      |                                      | 223    | 2       |
| 2021 | Mercedes AMG Petronas Motorsport | Mercedes-AMG F1 W12 E Performance  | Mercedes M12 E Performance 1,6T         | Bahrajn                              | Emilia-Romania                       | Portugalia                           | Hiszpania                            | Monako                               | Azerbejdżan                          | Francja                              |                                      | Austria                              | Wielka Brytania                      | Węgry                                | Belgia                               | Holandia                             | Włochy                               | Rosja                                | Turcja                               | Stany Zjednoczone                    | Meksyk                               | Brazylia                             | Katar                                | Arabia Saudyjska                     |                                      |                                      |                                      | 226    | 3       |
| 2021 | Mercedes AMG Petronas Motorsport | Mercedes-AMG F1 W12 E Performance  | Mercedes M12 E Performance 1,6T         | 3                                    | NU                                   | 3                                    | 3                                    | NU                                   | 12                                   | 4                                    | 3                                    | 2                                    | 3                                    | NU                                   | 12                                   | 3                                    | 31                                   | 5                                    | 1                                    | 6                                    | 15                                   | 31                                   | NU                                   | 3                                    | 6                                    |                                      |                                      | 226    | 3       |
| 2022 | Alfa Romeo F1 Team ORLEN         | Alfa Romeo C42                     | Ferrari 066/7 1.6T V6                   | Bahrajn                              | Arabia Saudyjska                     | Australia                            | Emilia-Romania                       | Stany Zjednoczone                    | Hiszpania                            | Monako                               | Azerbejdżan                          | Kanada                               | Wielka Brytania                      | Austria                              | Francja                              | Węgry                                | Belgia                               | Holandia                             | Włochy                               | Singapur                             | Japonia                              | Stany Zjednoczone                    | Meksyk                               | Brazylia                             |                                      |                                      |                                      | 49     | 10      |
| 2022 | Alfa Romeo F1 Team ORLEN         | Alfa Romeo C42                     | Ferrari 066/7 1.6T V6                   | 6                                    | NU                                   | 8                                    | 57                                   | 7                                    | 6                                    | 9                                    | 11                                   | 7                                    | NU                                   | 11                                   | 14                                   | 20†                                  | NU                                   | NU                                   | 13                                   | 11                                   | 15                                   | NU                                   | 10                                   | 9                                    | 15                                   |                                      |                                      | 49     | 10      |
| 2023 | Alfa Romeo F1 Team Stake         | Alfa Romeo C43                     | Ferrari 066/10 1.6T V6                  | Bahrajn                              | Arabia Saudyjska                     | Australia                            | Azerbejdżan                          | Stany Zjednoczone                    | Monako                               | Hiszpania                            | Kanada                               | Austria                              | Wielka Brytania                      | Węgry                                | Belgia                               | Holandia                             | Włochy                               | Singapur                             | Japonia                              | Katar                                | Stany Zjednoczone                    | Meksyk                               | Brazylia                             | Stany Zjednoczone                    |                                      |                                      |                                      | 10     | 14      |
| 2023 | Alfa Romeo F1 Team Stake         | Alfa Romeo C43                     | Ferrari 066/10 1.6T V6                  | 8                                    | 18                                   | 11                                   | 18                                   | 13                                   | 11                                   | 19                                   | 10                                   | 15                                   | 12                                   | 12                                   | 12                                   | 14                                   | 10                                   | NU                                   | NU                                   | 8                                    | 12                                   | 15                                   | NU                                   | 17                                   | 19                                   |                                      |                                      | 10     | 14      |
| 2024 | Stake F1 Team Kick Sauber        | Stake F1 Team C44                  | Ferrari 066/12 1.6 V6 T                 | Bahrajn                              | Arabia Saudyjska                     | Australia                            | Japonia                              |                                      | Stany Zjednoczone                    | Emilia-Romania                       | Monako                               | Kanada                               | Hiszpania                            | Austria                              | Wielka Brytania                      | Węgry                                | Belgia                               | Holandia                             | Włochy                               | Azerbejdżan                          | Singapur                             | Stany Zjednoczone                    | Meksyk                               | Brazylia                             | Stany Zjednoczone                    | Katar                                |                                      | 0      | 22      |
| 2024 | Stake F1 Team Kick Sauber        | Stake F1 Team C44                  | Ferrari 066/12 1.6 V6 T                 | 19                                   | 17                                   | 14                                   | 14                                   | NU12                                 | 1614                                 | 13                                   | 18                                   | 13                                   | 16                                   | 16                                   | 15                                   | 16                                   | 15                                   | 19                                   | 16                                   | 16                                   | 16                                   | 17                                   | 14                                   | 13                                   | 18                                   | 11                                   | NU                                   | 0      | 22      |

### Podsumowanie
| Sezon | Seria                                   | Zespół                           | Wyścigi          | P1               | PP               | NO               | Podium           | Punkty           | Pozycja          |
| ----- | --------------------------------------- | -------------------------------- | ---------------- | ---------------- | ---------------- | ---------------- | ---------------- | ---------------- | ---------------- |
| 2007  | Formuła Renault 2.0 NEC                 | Koiranen Bros. Motorsport        | 16               | 2                | 2                | 3                | 6                | 279              | 3                |
| 2007  | Brytyjska Formuła Renault (zimowy cykl) | AKA Cobra                        | 4                | 3                | 0                | 1                | 4                | 0                | NS†              |
| 2008  | Europejska Formuła Renault              | Motopark Academy                 | 14               | 5                | 7                | 4                | 10               | 139              | 1                |
| 2008  | Formuła Renault 2.0 NEC                 | Motopark Academy                 | 14               | 12               | 13               | 12               | 12               | 365              | 1                |
| 2009  | Formuła 3 Euroseries                    | ART Grand Prix                   | 20               | 0                | 2                | 1                | 6                | 62               | 3                |
| 2009  | Brytyjska Formuła 3                     | ART Grand Prix                   | 4                | 0                | 0                | 0                | 1                | 0                | NS†              |
| 2009  | Masters of Formuła 3                    | ART Grand Prix                   | 1                | 1                | 1                | 1                | 1                | —                | 1                |
| 2009  | Grand Prix Makau                        | ART Grand Prix                   | 1                | 0                | 0                | 0                | 0                | —                | 5                |
| 2010  | Formuła 3 Euroseries                    | ART Grand Prix                   | 18               | 2                | 1                | 4                | 8                | 74               | 3                |
| 2010  | Masters of Formuła 3                    | ART Grand Prix                   | 1                | 1                | 0                | 0                | 1                | —                | 1                |
| 2010  | Grand Prix Makau                        | Prema Powerteam                  | 1                | 0                | 0                | 0                | 1                | —                | 3                |
| 2010  | Formuła 1                               | AT&T Williams                    | Kierowca testowy | Kierowca testowy | Kierowca testowy | Kierowca testowy | Kierowca testowy | Kierowca testowy | Kierowca testowy |
| 2011  | Seria GP3                               | Lotus ART                        | 16               | 4                | 1                | 3                | 7                | 62               | 1                |
| 2011  | Brytyjska Formuła 3                     | Double R Racing                  | 3                | 1                | 0                | 1                | 1                | 17               | 17               |
| 2011  | Grand Prix Makau                        | Double R Racing                  | 1                | 0                | 0                | 0                | 0                | —                | NS               |
| 2011  | Formuła 1                               | AT&T Williams                    | Kierowca testowy | Kierowca testowy | Kierowca testowy | Kierowca testowy | Kierowca testowy | Kierowca testowy | Kierowca testowy |
| 2012  | Formuła 1                               | Williams F1 Team                 | Kierowca testowy | Kierowca testowy | Kierowca testowy | Kierowca testowy | Kierowca testowy | Kierowca testowy | Kierowca testowy |
| 2013  | Formuła 1                               | Williams F1 Team                 | 19               | 0                | 0                | 0                | 0                | 4                | 17               |
| 2014  | Formuła 1                               | Williams Martini Racing          | 19               | 0                | 0                | 1                | 6                | 186              | 4                |
| 2015  | Formuła 1                               | Williams Martini Racing          | 19               | 0                | 0                | 0                | 2                | 136              | 5                |
| 2016  | Formuła 1                               | Williams Martini Racing          | 21               | 0                | 0                | 0                | 1                | 85               | 8                |
| 2017  | Formuła 1                               | Mercedes AMG Petronas Motorsport | 20               | 3                | 4                | 2                | 13               | 305              | 3                |
| 2018  | Formuła 1                               | Mercedes AMG Petronas Motorsport | 21               | 0                | 2                | 7                | 8                | 247              | 5                |
| 2019  | Formuła 1                               | Mercedes AMG Petronas Motorsport | 21               | 4                | 5                | 3                | 15               | 326              | 2                |
| 2020  | Formuła 1                               | Mercedes AMG Petronas Motorsport | 17               | 2                | 5                | 2                | 11               | 223              | 2                |
| 2021  | Formuła 1                               | Mercedes AMG Petronas F1 Team    | 22               | 1                | 4                | 4                | 11               | 226              | 3                |
| 2022  | Formuła 1                               | Alfa Romeo F1 Team ORLEN         | 22               | 0                | 0                | 0                | 0                | 49               | 10               |
| 2023  | Formuła 1                               | Alfa Romeo F1 Team Stake         | 19               | 0                | 0                | 0                | 0                | 10*              | 14*              |